# Sus (Irán)
Sus (en persa: سوس, también romanizado como Sūs) es una aldea en el área rural de Zeynabad, distrito de Shal, condado de Buin-Zahra, provincia de Qazvin, Irán. En el censo de 2006, su población era de 728, en 150 familias.